# The Death of the West
The Death of the West to szósty studyjny album grupy Sol Invictus, wydany w 1994 roku (zob. 1994 w muzyce).

Oryginalnie miał to być minialbum (EP), zbierający parę nowych utworów. Tony Wakeford dodał do tego jednak jeszcze dwa nagrane na nowo utwory z płyty Lex Talionis i jeden dotychczas niepublikowany kawałek live (Sheath & Knife), nagrał na nowo piosenkę Death in June, napisaną przez Douglasa P. - Death of the West i tak z minialbumu powstała płyta długogrająca.

## Lista utworów
1. In the West
2. Sheath & Knife
3. Amongst the Ruins
4. Kneel to the Cross
5. The West
6. Death of the West
7. Here Am I
8. Our Lady of the Wild Flowers
9. Petals from a Rose
10. Come, Join the Dance
11. In the West